# 1982 Голяма награда на Детройт
1982 Голяма награда на Детройт е 1-вото за Голямата награда на Детройт и седми кръг от сезон 1982 във Формула 1, провежда се на 6 юни 1982 година на пистата Детройт (градска писта) в Детройт, Мичиган, САЩ.

## Репортаж
Поради проблеми с огранизирането на състезанието, допълнителна сесия в четвъртък е прекратена и петъчната квалификацията трябваше да бъде прекъсната. Това означава че в петък е направена сесията докато двете квалификационни части се проведоха в събота с два часа прекъсване между двете части. Квалификациите се проведоха на дъжд което направи карането на пистата още по-опасно поради бетонните стени разположени до трасето. Голямата изненада е отпадането на действащия шампион Нелсън Пикет след като проблем с неговия Брабам управляващ с БМВ попречи да участва за състезанието. Ферари отново са с един болид след като стана ясно че заместващия мястото на Жил Вилньов, Патрик Тамбей не се появи в Детройт и първото му участие за скудерията се отлага до Гп на Холандия по-късно.
След края на квалификациите, Ален Прост от Рено е за шести път от пол-позиция следван от Андреа де Чезарис от Алфа Ромео след неприятния късмет последвало италианеца в Монако. На втора редица са Розберг от Уилямс и Дидие Пирони от Ферари, следвани от АТС-а на Винкелхок, Алфа-та на Джакомели и Лотус-ите на Менсъл и де Анджелис. Джон Уотсън се отзова 17-и.
За жалост на феновете в Детройт състезанието е прекратено поради инцидента на Рикардо Патрезе и неговия Брабам по време на 7-а обиколка като удари болида на Гереро след като имаше проблеми с Лотус-а на де Анджелис. След това задната част на Брабам-а избухна с малки пламъци, което доведе до неразбирателство на маршалите. Те успяха да загасят пожара, но поради опасността на пилотите е показан червен флаг за спиране на състезанието. По това време Прост водеше с около 3 секунди пред Розберг. Мауро Балди от Ероуз отпадна след като той също имаше инцидент както и стартиралия на пета позиция Манфред Винкелхок от АТС. Други пилоти като Алборето, Жарие, де Чезарис и Боесел също напуснаха състезанието. Час по-късно състезанието е преполовено със само 18 коли застанали за старта като продължава с времената взети от 6-а обиколка за останалите 56 обиколки. Прост отново поведе пред Розберг, докато Пирони, Бруно Джакомели и Еди Чийвър си оспорваха за 3-та позиция. Французина след това имаше проблеми с горивото на автомобила си довеждейки Розберг да го изпревари в 23-та обиколка, докато Уотсън направи добър прогрес от 19-а позиция до 13-а позиция, макар контакт между него и Джакомели доведе и втората Алфа да отпадне от състезанието 22 обиколки до финала. След това той изпревари група от пилоти между които са съотборника му Ники Лауда, Лижие-то на Чийвър и Ферари-то на Пирони. Той обаче знае че единствения болид пред него е именно Уилямс-а на Розберг, който започна да изпита същите проблеми каквито сполетя Прост, макар че е не класиран след състезанието. Това даде шанс на северно-ирландеца да го изпревари и да вземе водачеството. Той остана на същата позиция до финала печелейки сензационна победа след като стартира на 19-а позиция. Проблемите на Розберг го пратиха пети на трасето но четвърти по допълнителното време зад Чийвър и Пирони. Останалите пилоти които взеха точки са Дерек Дейли и Жак Лафит.

## Класиране

### Състезание
| Поз | No | Пилот             | Конструктор    | Обиколки | Време/Отпадане | Място | Точки |
| --- | -- | ----------------- | -------------- | -------- | -------------- | ----- | ----- |
| 1   | 7  | Джон Уотсън       | Макларън-Форд  | 62       | 1:58:41.043    | 17    | 9     |
| 2   | 25 | Еди Чийвър        | Лижие-Матра    | 62       | + 15.726       | 9     | 6     |
| 3   | 28 | Дидие Пирони      | Ферари         | 62       | + 28.077       | 4     | 4     |
| 4   | 6  | Кеке Розберг      | Уилямс-Форд    | 62       | + 1:11.976     | 3     | 3     |
| 5   | 5  | Дерек Дейли       | Уилямс-Форд    | 62       | + 1:23.757     | 12    | 2     |
| 6   | 26 | Жак Лафит         | Лижие-Матра    | 61       | + 1 Об.        | 13    | 1     |
| 7   | 17 | Йохен Мас         | Марч-Форд      | 61       | + 1 Об.        | 18    |       |
| 8   | 29 | Марк Сюрер        | Ероуз-Форд     | 61       | + 1 Об.        | 19    |       |
| 9   | 4  | Брайън Хентън     | Тирел-Форд     | 60       | + 2 Об.        | 20    |       |
| 10  | 16 | Рене Арну         | Рено           | 59       | + 3 Об.        | 15    |       |
| 11  | 20 | Чико Сера         | Фитипалди-Форд | 59       | + 3 Об.        | 26    |       |
| НКл | 15 | Ален Прост        | Рено           | 54       | Не е класиран  | 1     |       |
| Отп | 12 | Найджъл Менсъл    | Лотус-Форд     | 44       | Двигател       | 7     |       |
| Отп | 8  | Ники Лауда        | Макларън-Форд  | 40       | Сблъсък        | 10    |       |
| Отп | 3  | Микеле Алборето   | Тирел-Форд     | 40       | Завъртане      | 16    |       |
| Отп | 23 | Бруно Джакомели   | Алфа Ромео     | 30       | Сблъсък        | 6     |       |
| Отп | 11 | Елио де Анджелис  | Лотус-Форд     | 17       | Ск.кутия       | 8     |       |
| Отп | 10 | Елисео Салазар    | АТС-Форд       | 13       | Завъртане      | 25    |       |
| Отп | 14 | Роберто Гереро    | Инсайн-Форд    | 6        | Сблъсък        | 11    |       |
| Отп | 2  | Рикардо Патрезе   | Брабам-Форд    | 6        | Сблъсък        | 14    |       |
| Отп | 22 | Андреа де Чезарис | Алфа Ромео     | 2        | Трансмисия     | 2     |       |
| Отп | 31 | Жан-Пиер Жарие    | Осела-Форд     | 2        | Запалване      | 22    |       |
| Отп | 9  | Манфред Винкелхок | АТС-Форд       | 1        | Завъртане      | 5     |       |
| Отп | 18 | Раул Боесел       | Марч-Форд      | 0        | Сблъсък        | 21    |       |
| Отп | 30 | Мауро Балди       | Ероуз-Форд     | 0        | Сблъсък        | 24    |       |
| Отп | 32 | Рикардо Палети    | Осела-Форд     | 0        | Сблъсък        | 23    |       |
| НКв | 19 | Емилио де Вильота | Марч-Форд      |          |                |       |       |
| НКв | 1  | Нелсон Пикет      | Брабам-БМВ     |          |                |       |       |
| НКв | 33 | Ян Ламерс         | Теодор-Форд    |          |                |       |       |

## Класиране след състезанието
| Поз | Пилот           | Точки |
| --- | --------------- | ----- |
| 1   | Джон Уотсън     | 26    |
| 2   | Дидие Пирони    | 20    |
| 3   | Ален Прост      | 18    |
| 4   | Кеке Розберг    | 17    |
| 5   | Рикардо Патрезе | 13    |
| 6   | Ники Лауда      | 12    |
| 7   | Еди Чийвър      | 10    |
| 8   | Микеле Алборето | 10    |

| Поз | Конструктор   | Точки |
| --- | ------------- | ----- |
| 1   | Макларън-Форд | 38    |
| 2   | Ферари        | 26    |
| 3   | Уилямс-Форд   | 26    |
| 4   | Рено          | 22    |
| 5   | Лотус-Форд    | 14    |
| 6   | Брабам-Форд   | 13    |
| 7   | Лижие-Матра   | 11    |
| 8   | Тирел-Форд    | 10    |